# ركود

الركود هو مصطلح في الاقتصاد الكلي ويطلق على أي انخفاض ملحوظ وواسع النطاق في النشاط الاقتصادي يستمر لعدد من الأشهر، وتحديدا يطلق على أي فترة ينخفض فيها الناتج المحلي الإجمالي لمدة تساوي ستة أشهر على الأقل. وهي إحدى مراحل الدورة الاقتصادية عادة ما تزداد فيها البطالة وتنخفض قيمة الاستثمارات وأرباح الشركات.
وينتج عن الركود تدني وهبوط في الإنتاج، وخلال فترة الركود الاقتصادي تنخفض السيولة النقدية، وتعلن العديد من المؤسسات والشركات المختلفة إفلاسها، وبالتالي تقوم الشركات بصرف الموظفين والعمال، فيفقد كثير من العمال والموظفين وظائفهم.
يمكن توضيح معنى الركود بأنه زيادة المعروض من المنتجات مع ضعف القدرة الشرائية مما يؤدي إلى ارتفاع العرض مع انخفاض الطلب ومن ثم انخفاض ايرادات الصناعة والتجارة وبالتالي يؤدي إلى انخفاض قيمة الاستثمار وتزايد معدلات البطالة بالإضافة إلى آثار اجتماعية وسياسية سلبية.

## التعريف
في مقال نشرته صحيفة نيويورك تايمز في العام 1974، اقترح وكيل مكتب إحصاءات العمل جوليوس شيسكين عدة قواعد أساسية لتعريف الركود؛ حدد أحدُها ربعين متتاليين من النمو السلبي للناتج المحلي الإجمالي. مع مرور الوقت، لم تعُد القواعد العامة الأخرى تُؤخذ بالحسبان. يفضل بعض علماء الاقتصاد تعريف الركود بوصفه ارتفاعًا في معدل البطالة بمقدار 2-1.5 نقطة مئوية في فترة 12 شهرًا.
في الولايات المتحدة، يُنظر عمومًا إلى لجنة تأريخ الدورات التجارية التابعة للمكتب القومي للأبحاث الاقتصادية على أنها السلطة المخوّلة بتحديد فترات الركود في الولايات المتحدة. يُعرّف المكتب القومي للأبحاث الاقتصادية، وهو منظمة أبحاث اقتصادية خاصة، الركودَ الاقتصادي على أنه: «انخفاض حادّ في النشاط الاقتصادي يسود كافة مناحي الاقتصاد، ويستمر لعدة أشهر، وعادةً ما يظهر أثرُه في الناتج المحلي الإجمالي الحقيقي، والدخل الحقيقي، والتوظيف، والإنتاج الصناعي، ومبيعات الجملة والتجزئة». في جميع أنحاء العالم تقريبًا، يستند الأكاديميون، وخبراء الاقتصاد، وصانعو السياسات، والشركات إلى تعريف المكتب القومي للأبحاث الاقتصادية للتأريخ الدقيق لبداية الركود ونهايته.
أما في المملكة المتحدة، يُعرَّف الركود عمومًا على أنه ربعين متتاليين من النمو الاقتصادي السلبي، بالنظر إلى الأرقام الموسمية المعدّلة مع كلّ رُبع للناتج المحلي الإجمالي الحقيقي. لا يعتمد الاتحاد الأوروبي هذا التعريف، وبدلًا من ذلك يتبنّى عدة معايير أخرى، مثل معدل التوظيف، وحدّة التراجع في النشاط الاقتصادي.

## السِمات
للركود العديد من السمات التي يمكن أن تحدث في نفس الوقت، ومنها انخفاضات في التدابير المتعلّقة بالنشاط الاقتصادي (الناتج المحلي الإجمالي) مثل الاستهلاك، والاستثمار، والإنفاق الحكومي، والصادرات الصافية. تعكس هذه المقاييس المستعجلة العوامل الأساسية الكامنة، كمستويات ومهارات العمالة، ومعدلات الادخار المعيشي لدى الأُسر، وقرارات استثمار الشركات، ومعدلات الفائدة، والخصائص السكانية، والسياسات الحكومية.
يذكر خبير الاقتصاد ريتشارد كو أنه في الظروف المثالية، يجب أن يشهد اقتصادُ الدولة الادخار الصافي في قطاع الأسر المعيشية، والاقتراض الصافي في قطاع الشركات، يصحب ذلك التوازن التقريبي لموازنة الحكومة، واقتراب صافي الصادرات من الصفر. عندما تصبح هذه العلاقات غير متوازنة، يمكن أن يحصل الركود داخل البلد أو يسبب ضغطًا يؤدي للركود في بلد آخر. غالبًا ما تُوضع خطط سياسات الاستجابة لدفع الاقتصاد إلى حالة التوازن المثالية هذه.

## مراحل الركود
خلال مراحلة الركود تنخفض القوة الشرائية لدي المستهلكين ويكون ذلك ملحوظاً من خلال تدني المبيعات لدى عدد كبير من المحال التجارية أو ما يسمى بتجار التجزئة، وبالتالي تنخفض طلبات المحلات التجارية من المصانع، وينعكس ذلك علي استثمارات المصانع مما يؤدي بدوره إلى تخفيض الإنتاج.
وفي الوقت نفسه فإن أرباح المنشآت الصناعية تنخفض فتفقد قدرتها على دفع مرتبات عمالها وموظفيها بسبب تراجع الطلب على منتجاتها وهذا يجعلها تضطر إلى التخلي عن عدد كبير منهم، وهذه الخطوة من المصنعين تؤدي إلى نتيجة حتمية أخرى وهي زيادة معدلات البطالة مما يجعل تدني القدرة الشرائية لدى المستهلكين تتفاقم أكثر وهكذا تستمر النتائج السلبية لتبعات الركود في التوالي وبصورة أكبر سوءاً من سابقتها حتى يحدث ما من شأنه أن يقلب المعادلة ويعيد للأنشطة الاقتصادية حيويتها الإيجابية.

## أسباب الركود
يرى بعض علماء الاقتصاد أن هنالك عوامل نفسية كالتفاؤل والتشاؤم والتي لها دور حاسم في دفع الأفراد إلى اتخاذ قرارات بزيادة الإنفاق أو الادخار، كما أن هناك نظريات اقتصادية أخرى ترجع الركود إلى التغير الطارئ على التركيبة السكانية نتيجة لزيادة المواليد أو الهجرات البشرية، فحينما تزيد نسبة المهاجرين إلى بلد ما أو تزيد نسبة المواليد في ذلك البلد فإن معدلات الإنفاق تزداد بسبب هذا النمو السكاني والعكس صحيح. بينما ترى نظريات اقتصادية أخرى أن حالة الاكتفاء لدى المستهلكين من منتج معين كالتلفاز أو السيارة والثلاجة قد تكون سبباً في الركود الذي يصير إليه بسبب ذلك. وترى نظريات أخرى بأن هناك علاقة بين الركود والدورة الاقتصادية، فخلال فترة الانتعاش الاقتصادي تحدث هناك طفرة كبيرة في مجال التصنيع وحينما تصل هذه الطفرة إلى ذروتها وتبدأ في التراجع يقل الإقبال على الاستثمار في الأصول الصناعية فيتراجع نشاطها عن معدلاته السابقة وتدخل في مرحلة الانكماش. وهذه الحالة شوهدت بوضوح في الازمة المالية العالمية 2008 حيث أن الشركات الكبرى مثل شركة فورد وغيرها سرحت اعداد كبيرة من موظفيها مما يعني زيادة البطالة.

## آثار الركود
حينما يضرب الركود بلداً من البلدان فإنه يسبب أضراراً بليغة لنسبة كبيرة من السكان فالموظفون والعمال يفقدون أعمالهم مما يؤدي إلى انتشار البطالة مع ما تقتضيه من الفقر والإحباط واليأس، وقد يضطر هؤلاء إلى اللجوء إلى المؤسسات الخيرية لتلقى الإعانات بسبب عدم قدرتهم على إعالة أنفسهم مما يسبب لهم الإذلال، ويفقد الكثير من العمال قدرتهم على دفع إيجارات منازلهم أو قروضها فيعرضهم ذلك لفقدانها. ويسبب الركود أيضاً تراجعاً في حالات الزواج ونسبة المواليد فالشباب لا يستطيعون على الإقدام على الزواج بسبب عدم قدرتهم على تحمل تكاليفه وتبعاته اللاحقة. وربما يؤدي تفاقم الركود وزيادة أمده إلى تغيير الكثير من القيم التي تسود المجتمع بسبب شيوع قيم معينة سببها الركود. وحينما تعجز الحكومات عن مكافحة الركود فإن ذلك قد يؤدي إلى نشوء الاضطرابات والقلاقل السياسية, وذلك لترسخ اعتقاد المواطنين بعجز الحكومة عن توفير حياة أفضل لأفراد المجتمع، والقيام بواجباتها المنتظرة. ورغم أن آثار الركود سلبية عند الغالبية العظمى من المجتمع، فإنها ليست كذلك عند الأغنياء، وأصحاب الوظائف الحكومية، فالركود بسبب ما يؤدي إليه من انخفاض الأسعار يمكنهم من تملك الأصول المالية كالمصانع والعقارات بأسعار أقل من قيمتها، وهي نفس الميزة التي يحصل عليها أصحاب المرتبات الثابتة من المهن المرتبطة بالحكومات، وهو ما يجعل قدرنهم الشرائية تكون أفضل من قبل.

## الوقاية من الركود
يعتقد معظم الاقتصاديين أن الحكومات قادرة على منع حدوث الركود باتخاذ قرارات معينة تضمن استمرار قدرة أفراد المجتمع على الإنفاق ومنها مخصصات الضمان الاجتماعي وإعانات البطالة, كما يرى هؤلاء الاقتصاديين أن مقدرتهم على توقع الاتجاهات الاقتصادية التي ستسير إليها الدول يجعل حكومات هذه الدول قادرة على اتخاذ القرارات الكفيلة بمنع حدوث الركود.

## إقراء أيضا
- نظام الظل المصرفي
- دورة كوندراتيف